# Kaldera

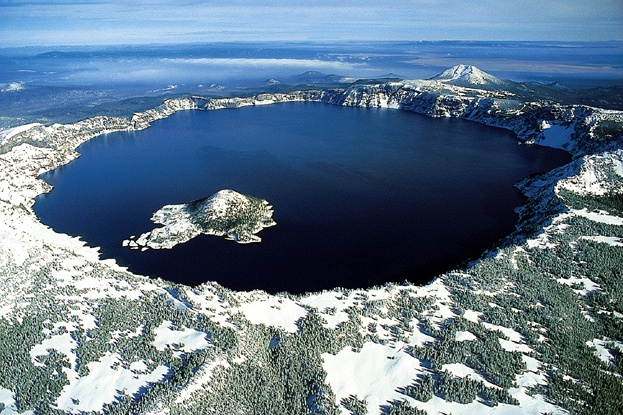
Crater Lake nationalpark i Oregon i USA

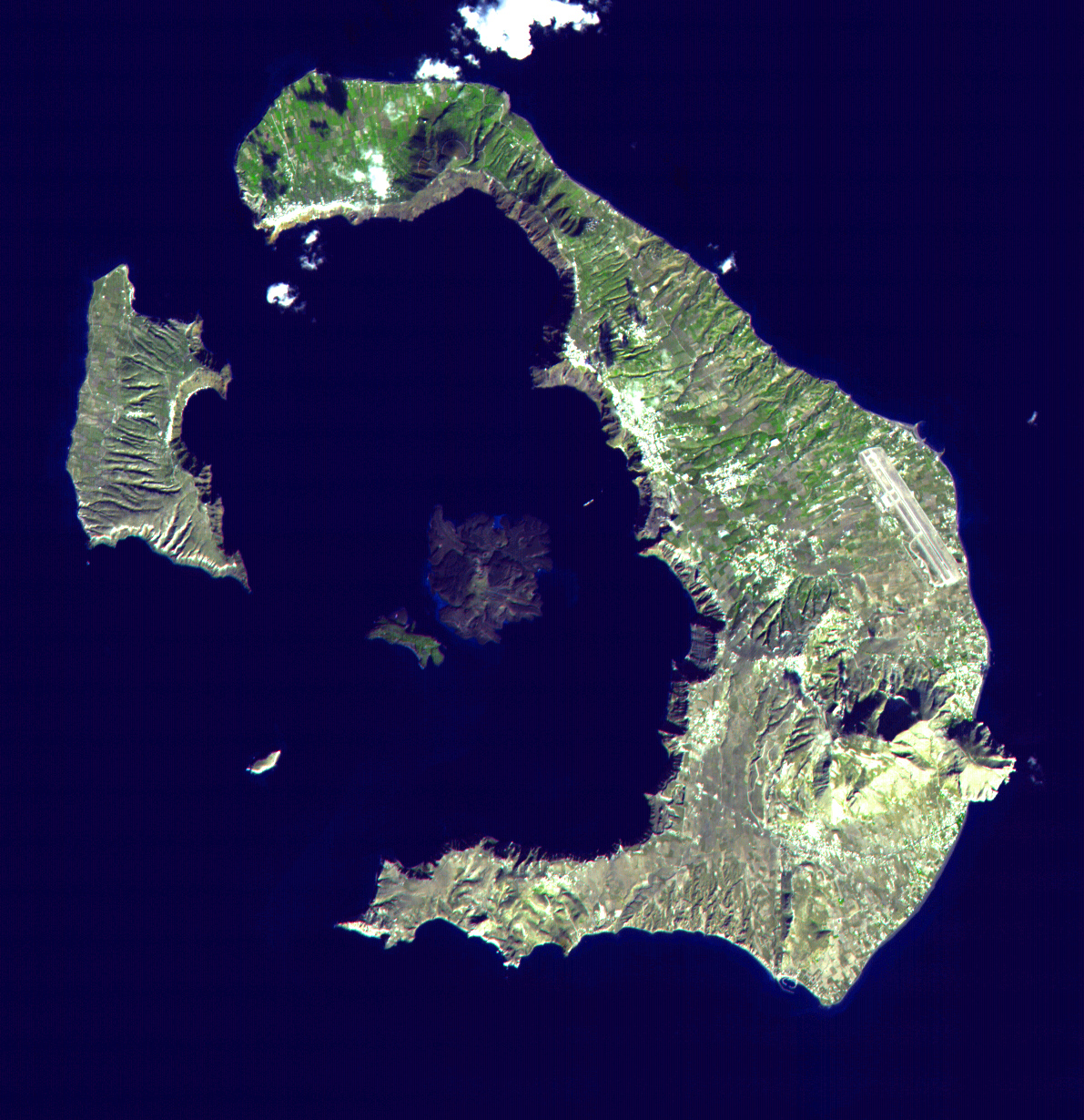
Caldera av Santorini

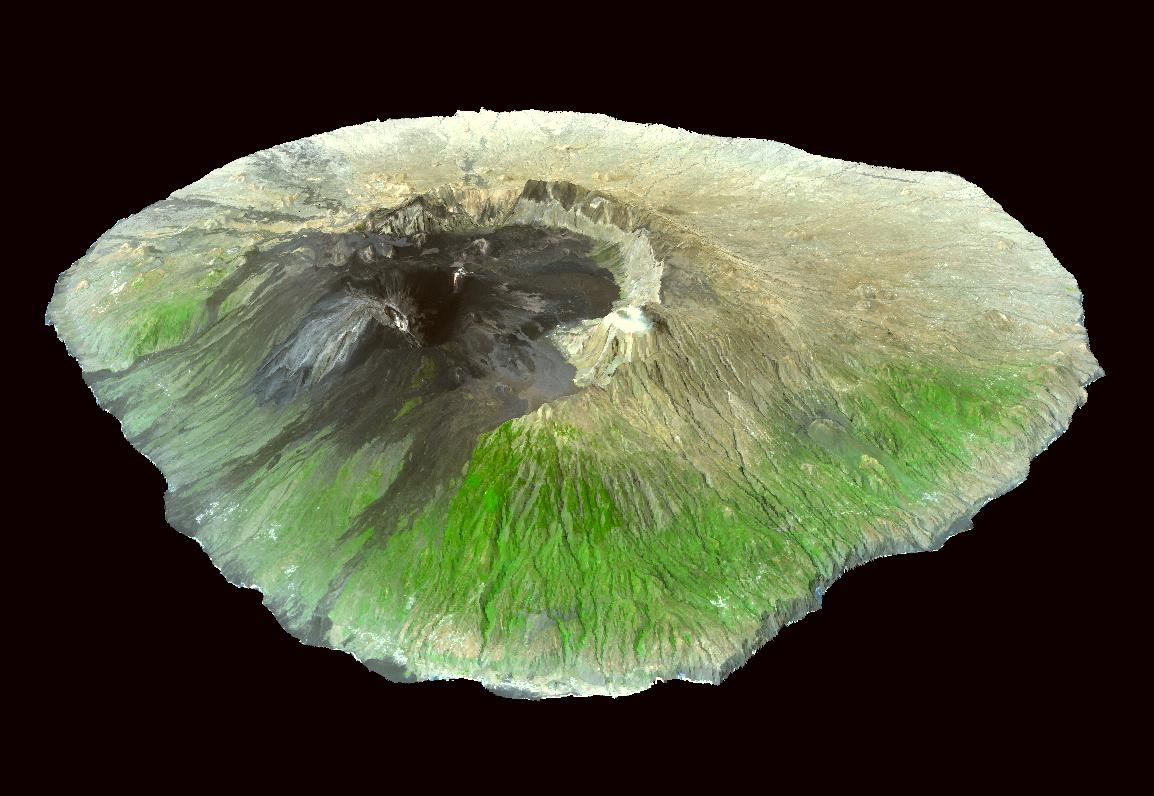
Kalderan på Fogo

En kaldera (även caldera) är en stor kittelformad fördjupning i jordskorpan som skapas då en vulkan med en flera kilometer stor diameter kollapsar. När magmakammaren under vulkanen töms kan ’taket’ sjunka in och skapa en stor rund struktur som liknar en kittel. Detta sker ofta under våldsamma utbrott och nya vulkaner kan skjuta upp i fördjupningen som efter hand fylls ut. 
Termen kaldera myntades av Leopold von Buch i dennes memoarer från 1815, efter hans besök på Kanarieöarna, där han sett Las Cañadas på Teneriffa och därefter Caldera de Taburiente på La Palma.
En kaldera ska skiljas från en krater, som är en fördjupning i centrum av en ofta aktiv vulkan. Kalderan är i regel både vidare och grundare.

## Kända kalderor
- Askja i Island
- Bárdarbunga, under Vatnajökull i Island
- Ngorongoro i Tanzania
- Yellowstone-kalderan i USA
- Crater Lake i Oregon i USA
- Santorini i Grekland
- Laacher See i Tyskland
- Fogo på Kap Verde-öarna
- Tobasjön på Sumatra
- Deception Island i Antarktis